# Cristo de La Habana
A Cristo de La Habana (Havannai Krisztus) Jézust ábrázoló műalkotás Havanna városában, Kubában.
A 320 tonna súlyú szobor talapzattal együtt 20 méter magas. 67 olasz márványtömbből faragták ki, amelyeket maga XII. Piusz pápa szentelt meg. A szobrot 1958. december 24-én avatták fel.
Csupán tizenöt nappal később, 1959. január 8-án Fidel Castro bevonult Havannába a kubai forradalom idején. A szobrot ugyanezen a napon villámcsapás érte, amelyben a Krisztus-fej megsérült, így helyre kellett állítani.